# 요메지마섬

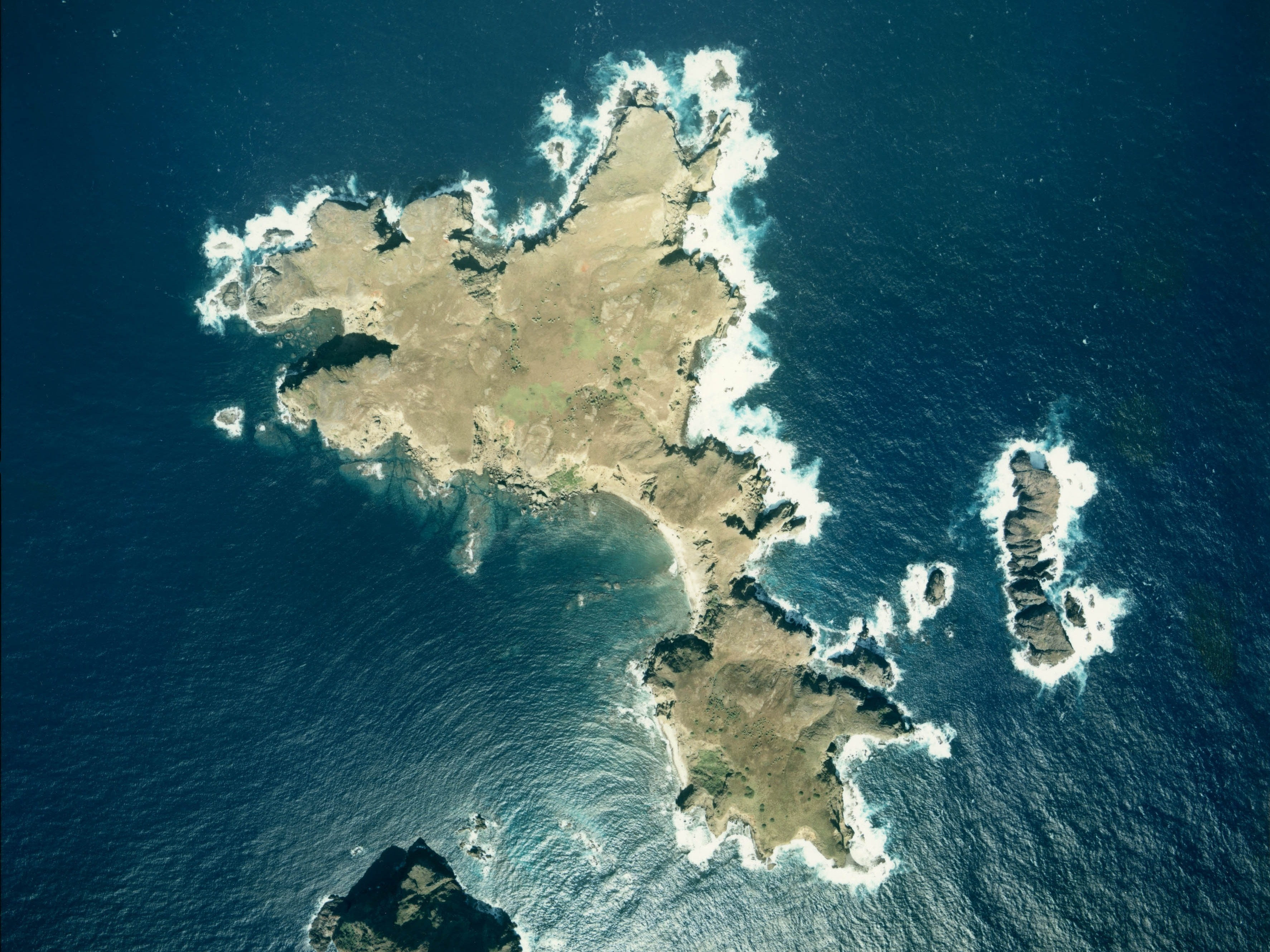

요메지마섬(嫁島)은 일본 도쿄도 오가사와라 제도에 속하는 섬들 중 하나이다. 이 섬은 무인도 화산섬이다. 이 섬의 뜻은 신부 섬이라는 뜻이다. 이 섬은 무코지마섬에 제법 멀리 떨어져 있으며 주변에는 여러 무인도, 암초 등이 있다.